# Hammocallos
Hammocallos é um gênero de mariposa pertencente à família Crambidae.